# Atropacarus csiszarae
Atropacarus csiszarae är en kvalsterart som först beskrevs av Balogh och Sandór Mahunka 1979.  Atropacarus csiszarae ingår i släktet Atropacarus och familjen Phthiracaridae. Inga underarter finns listade.